# Зыбин, Семён Петрович
Семён Петрович Зыбин (18 сентября 1894 года, станица Белореченская, Кубанская область — 5 августа 1941 года, ур. Зелёная Брама, Кировоградская область) — советский военный деятель, комбриг (26 ноября 1935 года).

## Начальная биография
Семён Петрович Зыбин родился 18 сентября 1894 года в станице Белореченская ныне городе Краснодарского края в крестьянской семье.
В 1906 году окончил четыре класса земской школы.

## Военная служба

### Первая мировая и гражданская войны
В ноябре 1914 года призван в ряды Русской императорской армии и направлен в Кавказский 1-й стрелковый полк, в составе которого служил рядовым и помощником командира взвода и принимал участие в боевых действиях на Кавказском фронте. В августе 1917 года был демобилизован из рядов армии в чине старшего унтер-офицера. В том же году вступил в ряды РКП(б).
В ноябре 1917 года вступил в Красную гвардию, после чего в должности командира Ханско-Белореченского красногвардейского отряда принимал участие в боевых действиях против вооружённых формирований на территории Кубанской области. Вскоре Зыбин был переведён в 1-й кавалерийский полк (11-я отдельная армия), после чего принимал участие в боевых действиях против войск под командованием генерала Л. Г. Корнилова.
В мае 1918 года призван в ряды РККА и назначен на должность командира 2-го кавалерийского полка 11-й отдельной армии, после чего принимал участие в боевых действиях против войск под командованием генерала А. И. Деникина и вооружённых формирований под командованием А. Г. Шкуро и В. Л. Покровского. В мае 1919 года направлен на учёбу на Орловские кавалерийские курсы, после окончания которых в ноябре того же года назначен на должность помощника командира 6-го кавалерийского полка (32-я кавалерийская дивизия), а в июне 1920 года — на должность командира 42-го кавалерийского полка (6-я кавалерийская дивизия). Принимал участие в боевых действиях против войск под командованием генерала П. Н. Врангеля, а также вооружённых формирований под командованием Н. И. Махно. В 1922 году за мужество в боях Зыбин был награждён орденом Красного Знамени.

### Межвоенное время
В марте 1923 года назначен на должность командира 93-го кавалерийского полка (16-я кавалерийская дивизия), а с сентября того же года служил на должностях командира 34-го, 35-го и 36-го кавалерийских полков в составе 6-й кавалерийской дивизии. В июне 1924 года назначен на должность военного советника в Тувинской Народной Республике, а в феврале 1925 года — на должность командира 85-го кавалерийского полка (9-я кавалерийская бригада). В октябре того же года направлен на учёбу на кавалерийские курсы усовершенствования командного состава в Новочеркасске, которые окончил в сентябре 1926 года.
В сентябре 1929 года направлен на учёбу в Военную академию имени М. В. Фрунзе, после окончания которой 28 февраля 1932 года назначен на должность помощника командира 8-й кавалерийской дивизии, дислоцированной на территории Дальневосточного края. В 1934 году награждён грамотой ЦИК СССР.
В июне 1935 года назначен на должность командира 25-й кавалерийской дивизии, дислоцированной во Пскове.
16 июня 1937 года комбриг Зыбин был арестован органами НКВД СССР и находился под следствием, однако в апреле 1940 года был освобождён в связи с прекращением дела, восстановлен в кадрах РККА и направлен в распоряжение Управления по начальствующему составу Красной Армии. В мае был назначен на должность старшего инспектора по кавалерийским училищам в Управлении вузов Красной Армии, в октябре того же года — на должность командира 87-й стрелковой дивизии (5-я армия, Киевский военный округ), а в марте 1941 года — на должность командира 37-го стрелкового корпуса.

### Великая Отечественная война
С началом войны корпус под командованием Зыбина принимал участие в боевых действиях северо-западнее Львова в ходе приграничного сражения, а затем — в Киевской оборонительной операции, во время которой участвовал в контрударах западнее Киева, а также в оборонительных боях южнее Винницы. В начале августа корпус попал в окружение в районе Умани, при выходе из которого комбриг Семён Петрович Зыбин был убит 5 августа 1941 года в урочище Зелёная брама в районе села Подвысокое (Кировоградская область).

## Награды
- Орден Красного Знамени (7.05.1922)
- Медаль «XX лет Рабоче-Крестьянской Красной Армии» (22.02.1938)

## Память
Фамилия комбрига Зыбина к 45-летию Победы увековечена на братской могиле в селе Копенковатое.